# Волчата (Нагорский район)
Волчата — опустевшая деревня в Нагорском районе Кировской области в составе Чеглаковского сельского поселения.

## География
Находится на расстоянии менее 2 километров по прямой на запад от районного центра поселка Нагорск.

## История
Известна была с 1873 года, когда в ней было отмечено 11 дворов и 94 жителя. В 1905 году дворов 13 и жителей 103, в 1926 18 и 80. в 1989 году учтено было 22 жителя.

## Население
Постоянное население  составляло 11 человек (русские 64%, татары 27%) в 2002 году, 0 в 2010.